# Михайлов Василь Андрійович
Василь Андрійович Михайлов (1902, Балаклія — ?) — діяч ДПУ/НКВС СРСР, старший лейтенант державної безпеки. Заступник наркома внутрішніх справ Мордовської АРСР. Входив до складу особливої трійки НКВС СРСР.

## Біографія
Василь Андрійович Михайлов народився 1902 року в місті Балаклія, Харківської губернії. 1921 року став членом ВКП(б). Більша частина його діяльності була пов'язана з роботою в органах ОДПУ-НКВС.
- 1935—1936 роки — співробітник УНКВС БРСР.
- 1937 рік — заступник наркома внутрішніх справ Мордовської АРСР. Цей період відзначено входженням до складу особливої трійки, яку створено за наказом НКВС СРСР від 30.07.1937 № 00447[2] й активною участю в сталінських репресіях[3].

Подальша доля Василя Андрійовича Михайлова невідома.